# Juan Escutia
Juan Bautista Pascasio Escutia y Martínez (Tepic, 23 de junio de 1822 –Ciudad de México, 13 de septiembre de 1847) fue uno de los combatientes que murieron en la Batalla de Chapultepec, poco se sabe sobre su condición con respecto si pertenecía o no al Colegio Militar. La tradición lo recuerda como uno de los Niños Héroes que dieron la vida por defender la patria.

## Biografía
Según su fe de bautismo, su nombre completo era Juan Bautista Pascasio Escutia y Martínez, fue bautizado el 1 de julio de 1827 en el Sagrario de Tepic, Nayarit.
Poco o nada se sabe sobre su vida. No existe ningún registro de que fuera cadete del Colegio Militar, sin embargo, murió en combate. Existen diferentes teorías con respecto al estatus de Juan Escutia; las más aceptadas lo consideran como voluntario o soldado del Batallón de San Blas, el cual participó en la Batalla de Chapultepec defendiendo con alrededor de 401 hombres el Colegio.
El batallón  al mando del teniente coronel Felipe Santiago Xicoténcatl recibió al ejército estadounidense en la ladera sur del cerro de Chapultepec, resultando la mayoría de sus hombres muertos, alrededor de 370, el resto retrocedió escalando la ladera. Escutia pudo haber sido uno de los soldados que intentó escapar de la masacre pero fue alcanzado por los invasores, ya que su cuerpo fue hallado en una de las laderas. Una placa conmemora el lugar donde se encontró el cadáver junto con el de otros combatientes. Al momento de su muerte tendría veinte años.

## El Mito
La tradición histórica mexicana lo ha incluido en la lista de los jóvenes cadetes del Colegio Militar que optaron defender la posición de Chapultepec. La leyenda marca a Juan Escutia como un agregado del Colegio que debido a la situación de emergencia no pudo ser formalmente enlistado, por lo que no aparece en los registros. Presuntamente sería encargado de guardar el torreón en el que ondeaba la bandera nacional y ante la inminente entrada del ejército invasor a la fortaleza, el cadete tomaría la Bandera de México y envuelto en ella saltaría a la ladera con el fin de que no cayera en manos del enemigo.